# A Night at Birdland
A Night at Birdland – Jazz Corner of the World ist der Mitschnitt eines Jazz-Konzerts von Art Blakey und seinem neu zusammengestellten Quintett, zu dem Curly Russell, Lou Donaldson, Horace Silver und Clifford Brown gehörten. Das Konzert fand am 21. Februar 1954 im New Yorker Jazzklub Birdland statt und umfasste fünf Sets. Es wurde vom Plattenlabel Blue Note Records im selben Jahr auf drei nacheinander erscheinenden 10-Zoll-Schallplatten veröffentlicht. Bereits 1956 wurde die Zusammenstellung, ergänzt um einen weiteren Titel, auf zwei separaten 12-Zoll-Schallplatten veröffentlicht.

## Hintergrund
Nach Richard Cook war es eine der wichtigsten von Blue Note in den 1950er-Jahren dokumentierten Sessions. Sie markiert den Übergang zu Langspielplatten bei Blue Note, bedeutete den Durchbruch für Rudy Van Gelder als Aufnahmetechniker bei Blue Note und der Beginn von Blakeys Wirken als Leiter einer Art Hausband bei Blue Note (bei denen er seit 1952 häufig als „Hausdrummer“ zu hören war). Die Wirkung der Live-Aufnahme hatte auch mit dem Können von Van Gelder als Aufnahmetechniker zu tun, in einer Art und Weise, die nach Cook unter den Livemitschnitten im Jazz bis dahin an Unmittelbarkeit und Klangtreue nicht ihresgleichen hatte. Die Aufnahmen markieren auch einen weiteren Ausbau der Zusammenarbeit von Blakey und Silver. Sie waren die ersten Live-Aufnahmen im Birdland für die Veröffentlichung auf Alben, viele weitere im Birdland und anderen Clubs sollten dem Beispiel dieser Aufnahmen folgen. Mit den Aufnahmen in Albumlänge konnte auch der im Entstehen begriffene intensive Hardbop-Sound erstmals adäquat eingefangen werden.
Die eigentliche Überraschung war aber, so Horace Silver in seinen Erinnerungen, Clifford Brown, von dem die Jazzszene in New York zwar schon gehört hatte, die Wenigsten hatten ihn aber live erlebt. Lion war zusammen mit Blakey in Cliffords Heimatort Wilmington gefahren und hatte ihn eigens für die Session nach New York kommen lassen. Silver fasste seinen Eindruck so zusammen: „When we heard Clifford play, we were blown away.“ („Als wir Clifford hörten, warf es uns um.“) Miles Davis, der zu einer der Proben ins Birdland kam, meinte beim Weggehen scherzhaft, er hoffe Clifford werde auf die Nase fallen; ein Zeichen seiner Anerkennung. Die Gruppe spielte zwei Wochen im Birdland und anschließend eine Woche in Philadelphia. Da die Band keine Anschlussauftritte bekam, ging Clifford mit der Band von Max Roach nach Kalifornien.
Horace Silver meinte rückblickend in seiner Autobiografie von 2006:

“Clifford made a lot of records with Max, but those Night at Birdland records will always remain classics. They sound as great today as they sounded years ago when we made them. I am proud to have been part of it all.”

„Clifford machte viele Platten mit Max (Roach), aber die Aufnahmen zu Night at Birdland werden immer Klassiker bleiben. Sie klingen heute genauso großartig wie damals, als wir sie machten. Ich bin stolz, Teil davon gewesen zu sein.“

Lou Donaldson erinnerte sich anlässlich der Verleihung der 2013 NEA Jazz Masters Fellowship:

“It’s the best, best-recorded session ever done live, yeah … You got the energy, the projection from the music to the people, and you can hear it on the record. And it was great, it was great. It was a different kind of music. As anybody knows that plays music, sometimes you’re just into it better, you play better. Same songs every night, but it’s a different thing. Some nights a different thing.”

„Das ist die beste Aufnahme einer Session, die jemals live gemacht wurde … Du kannst die ganze Energie der Leute im Raum spüren, und man kann es auf der Aufnahme hören. Es war einfach großartig. Es war eine ganz andere Art von Musik. Jeder, der Musik macht, weiß, manchmal bist du besser drauf und spielst einfach besser. Da spielst du jede Nacht die gleichen Songs, aber manche Nächte sind einfach besonders.“

## Hintergründe einzelner Titel

### Ansagen
Die Ankündigung des Konzerts zu Beginn der Aufnahme ist mit knapp einer Minute Dauer ein eigener Track. Die Ansprache übernahm William Crayton Marquette alias „Pee Wee Marquette“, eine Art Zeremonienmeister des Birdland. Marquette stellte darin die Band vor und informierte das Publikum darüber, dass der Auftritt live für Blue Note Records mitgeschnitten und der Applaus des Publikums ebenfalls aufgenommen wird:

“Ladies and gentleman, as you know we have something special down here at Birdland this evening … a recording for Blue Note Records. When you applaud for the different passages, your hands go right out over the records there. So when they play them over and over, throughout over the country, you may be some place and say, well, uh, that’s my hand on those records there, that I dug down at Birdland. We’re bringing back to the bandstand at this time, ladies and gentlemen, the great Art Blakey and his wonderful group featuring the new trumpet sensation Clifford Brown, Horace Silver on piano, Lou Donaldson on alto, Curley Russell is on bass. Let’s get together and bring Art Blakey to the bandstand with a great big round of applause! How about a big hand here for Art Blakey! Thank you!”

Marquettes Ankündigung wurde von Us3 gesampelt und leitet in gekürzter Form deren Titel Cantaloop von 1992 ein.

### A Night in Tunisia
In seiner Ansage von A Night in Tunisia (bei der CD aus technischen Gründen im Abspann des vorhergehenden Titels Quicksilver) erzählt Art Blakey, dass er sich dem folgenden Titel sehr verbunden fühle. Er sei dabei gewesen, als Dizzy Gillespie den Titel in Texas auf einem umgedrehten Mülleimer sitzend („on the bottom of a garbage can“) geschrieben habe. Als das Publikum lacht, erwidert Blakey: „Seriously.“ („Ernsthaft.“)

### Mayreh
Hierbei handelt es sich um die Erstaufnahme des Titels Mayreh, den Art Blakey drei Monate darauf mit einem völlig anderen Quintett erneut aufnehmen sollte. Der Titel stammt aus der Feder von Horace Silver, basiert allerdings auf den Wechseln von All God's Children Got Rhythm. Der Titel kam folgendermaßen zustande: Mayreh gibt lautmalerisch wieder, wie Lou Donaldson als ein Bewohner des Bundesstaates North Carolina den Namen „Mary“ ausspricht. Die Aufnahme geht am Schluss in Lullabye of Birdland über als Reverenz an den Club.

### Now’s the Time
Am Schluss der Charlie-Parker-Komposition Now’s the Time stellt Blakey seine Band vor. Nachdem er die Hoffnung äußert, dass er „für immer“ mit ihnen zusammen arbeiten werde, sagt er zum Publikum gewandt, dass er sie eines Tages durch jüngere Musiker ersetzen wird. Damit erklärt Blakey sein Konzept, dem er auch später mit den Jazz Messengers treu bleibt. Der Schlagzeuger, der selbst keine Kompositionen schrieb, umgab sich stets mit aufstrebenden Nachwuchsmusikern und profitierte von deren kompositorischen Ideen (Hank Mobley, Lee Morgan, Benny Golson, Bobby Timmons, Wayne Shorter etc.).

“Ladies and gentlemen, I’d like to take the opportunity at this time to mention with confidence that I’m working with now and I hope forever some of the greatest jazz musicians in the country today, that includes Horace Silver, Curly Russell, Lou Donaldson, and Clifford Brown. Let’s get them a big round of applause! … Yessir, I must stay with the youngsters. When these get too old, I’ll get some younger ones. It keeps the mind active.”

„Meine Damen und Herren, ich möchte die Gelegenheit nutzen, um voller Überzeugung zu erwähnen, dass ich jetzt, und hoffentlich für immer, mit einigen der größten Jazzmusiker des Landes zusammenarbeite, darunter Horace Silver, Curly Russell, Lou Donaldson und Clifford Brown. Ich bitte um einen kräftigen Applaus! … Jawohl, ich muss mich an die jungen Leute halten. Wenn die zu alt werden, hole ich mir wieder ein paar jüngere. Das hält den Geist wach.“

### Lou’s Blues
Bei Lou’s Blues handelt es sich nicht um den gleichnamigen Eröffnungstitel auf Lou Donaldsons Debütalbum von 1952.

## Titelliste

### 10″-Schallplatten
A Night at Birdland, Vol. 1 (Juli 1954; BLP 5037; 21:58 min)
1. Announcement (Pee Wee Marquette)
2. Split Kick (Horace Silver)
3. Once in a While (Michael Edwards; Bud Green)
4. Quicksilver (Horace Silver)

A Night at Birdland, Vol. 2 (Oktober 1954; BLP 5038; 22:58 min)
1. Wee-Dot (J. J. Johnson, Leo Parker)
2. Mayreh (Horace Silver)
3. A Night in Tunisia (Dizzy Gillespie)

A Night at Birdland, Vol. 3 (November 1954; BLP 5039; 21:45 min)
1. Now’s the Time (Charlie Parker)
2. If I Had You (Ted Shapiro; Jimmy Campbell und Reg Connelly)
3. Confirmation (Charlie Parker)

### CD-Reissue
Im Jahr 2001 erschien eine überarbeitete digitale Version des Live-Mitschnitts. Rudy Van Gelder, der ursprüngliche Aufnahmetechniker von A Night at Birdland, re-remasterte die Aufnahmen im Rahmen seiner RVG-Edition für Blue Note Records.
A Night at Birdland, Vol. 1 (BLP 1521; CD 46519)
1. Announcement (Pee Wee Marquette) – 0:58
2. Split Kick (Horace Silver) – 844
3. Once in a While (Michael Edwards; Bud Green) – 5:18
4. Quicksilver (Horace Silver) – 6:58
5. A Night in Tunisia (Dizzy Gillespie) – 9:20
6. Mayreh (Horace Silver) – 6:18
7. Wee-Dot (Alternate Take) (J. J. Johnson, Leo Parker) – 6:53
8. Blues (Improvisation) – 8:37

A Night at Birdland, Vol. 2 (BLP 1522; CD 46520)
1. Wee-Dot (Leo Parker, J. J. Johnson) – 7:16
2. If I Had You (Ted Shapiro; Jimmy Campbell und Reg Connelly) – 3:30
3. Quicksilver (Alternate Take) (Horace Silver) – 8:45
4. Now’s the Time (Charlie Parker) – 9:00
5. Confirmation (Charlie Parker) – 9:10
6. The Way You Look Tonight (Bonus) (Jerome Kern; Dorothy Fields) – 10:14
7. Lou’s Blues (Bonus) (Lou Donaldson) – 4:00

## Produktion
- Produktion: Alfred Lion
- Toningenieur (1954) und Mastering (2001): Rudy Van Gelder
- Fotografien: Francis Wolff
- Cover-Design: John Hermansader

## Rezeption
Michael G. Nastos vergab an das Album in Allmusic vier (von fünf) Sternen und meinte, das „Pre-Messengers-Quintett“ liefere zahlreiche Hinweise auf Durchsetzung eines Ensembleformats, das bis zum Miles Davis Quintett der 1960er-Jahre führen sollte. Die vorliegende Aufnahme (Vol. 1) bereitete nach Nastos für Art Blakey und den Modern Jazz generell den Durchbruch und definierte die Art und Weise, wie Jazzmusik in den folgenden Jahrzehnten gehört werden sollte. Auch die folgenden Platten (Vol. 2 & 3), die den Live-Mitschnitt dokumentierten, enthielten nach Nastos einige Höhepunkte, aber auch einige Tiefpunkte, ob aus Erschöpfung oder mangelnder Vorbereitung. Mit dem kurz für Donald Byrd eingewechselten Trompeter Clifford Brown und dem Altsaxophonisten Lou Donaldson hätte die Band einen vollkommen anderen Klang, obwohl Horace Silver, Blakey, Curly Russell (als kurzfristiger Ersatz für Doug Watkins) solide wie ein Fels seien. Zwar gäbe es auch hier herausragenden Bop und Hardbop in diesem Set, inspiriert und stark, wie man vermuten könne, aber der Latin-Touch der Originalband sei vergangen. Mit Donaldsons Faible für Charlie Parker käme „unerbittlich der pure Bebop-Klang in die Musik“ der Messengers. In Titeln wie Now’s the Time, Confirmation, Wee-Dot oder  The Way You Look Tonight sei Donaldson klar der dominante Spieler, wobei Clifford Brown überraschenderweise in den Hintergrund rücke, wie auch in der beeindruckenden Ballade If I Had You. Sehr gut sei das Zusammenspiel von Brown und Donaldson auf Silvers Quicksilver.
Richard Cook und Brian Morton bewerteten das Album im Penguin Guide mit der Höchstnote von vier Sternen. Blakey spiele auf den Mitschnitten laut und hart, dabei den Off-Beat akzentuierend, mit einem Hi-Hat-Schlag, der eine gewaltige Schroffheit besitze und einem dramatisch wirkenden Snare-Rollen. Ebenso sehr wie er die Musik dominiert, spiele er auch für die Band, und sein inspiriertes Führen seiner Band werde hier genauso deutlich wie in seinen späteren Aufnahmen.
Nach Cook ist die Aufnahme rundum gelungen, Lou Donaldson und Clifford Brown würden wunderbar zusammenpassen und Donaldson mit seinen Parkerismen einen wundervollen Kontrast zu Browns lyrischem Ton bilden. Zwar sei ein Teil des Materials ziemlich altmodisch  (A Night in Tunesia, Now’s the Time, Confirmation) und den 1940ern zugehörig, sie würden aber eine Stimmung einfangen, die zwischen normalem Club-Auftritt und Jam-Session angesiedelt sei.
Ira Gitler meinte: „Horace spielt den Blues auf unnachahmliche Weise. Ich kann geradezu Alfred Lion hören, wie er an der Bar steht und mit dem für einen gebürtigen Berliner typischen  harten R sagt: Yeah, that’s funky-grroovy.“

## Auszeichnungen
Im Jahr 2005 bekam Art Blakey als Bandleader für A Night at Birdland einen Grammy Hall of Fame Award.
Im Jahr 2013 wurde A Night at Birdland von der Library of Congress in ihre National Recording Registry aufgenommen.